# Dunkle Fruchttaube
Die Dunkle Fruchttaube (Ducula whartoni), auch Weihnachtsfruchttaube oder Weihnachtsinsel-Fruchttaube genannt, ist eine Art der Taubenvögel. Sie kommt nur auf einer einzigen Insel des Indischen Ozeans, der Weihnachtsinsel vor. Die Art war in den 1940er Jahren unmittelbar vom Aussterben bedroht, hat sich mittlerweile aber auf einen Bestand von etwa 1.000 Individuen erholt.

## Erscheinungsbild

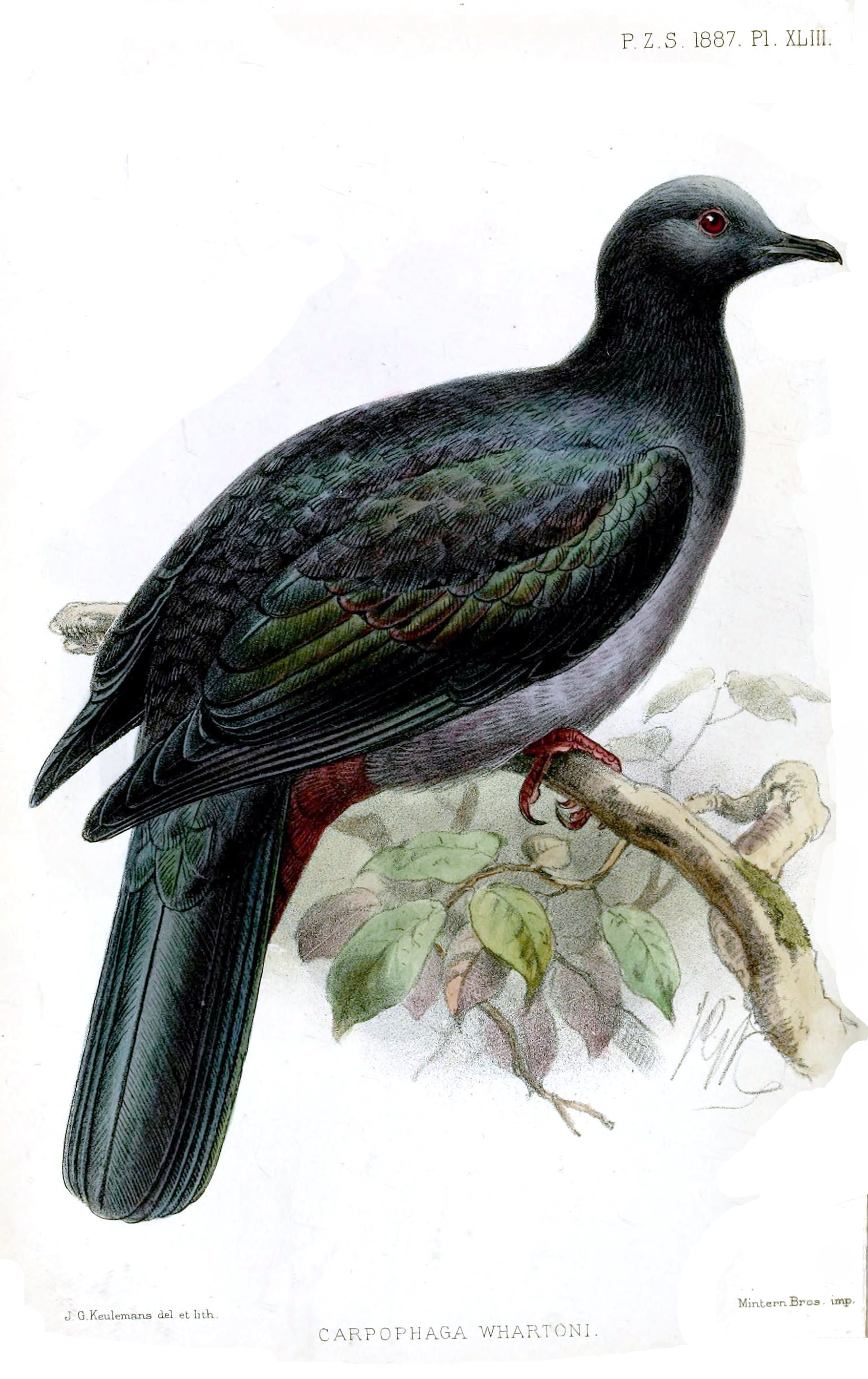
Dunkle Fruchttaube, Illustration

Die Dunkle Fruchttaube erreicht eine Körperlänge von 45 Zentimetern. Sie ist größer als eine Ringeltaube und vor allem durch eine grob zerschlissene Befiederung gekennzeichnet. Charakteristisch für die Dunkle Fruchttaube ist auch die fast vollständige Befiederung der Füße. Ein Geschlechtsdimorphismus ist nicht vorhanden.
Der Kopf und der Hals sind dunkelgrau. Die Brust und der Bauch sind rötlichgrau. Die Unterschwanzfedern sind dunkel kastanienbraun. Die Körperoberseite, die Flügeldecken und der Schwanz sind rußbraun mit einem dunkelgrünen Schimmer. Die Iris ist leuchtend gelb. Die Füße sind rot.

## Verbreitung und Lebensraum
Die Dunkle Fruchttaube kommt nur auf der Weihnachtsinsel vor. Die Weihnachtsinsel (Territory of Christmas Island) ist eine 135 km² große, politisch zu Australien gehörende Insel im Indischen Ozean. Sie liegt 350 km südlich von Java und 2.616 km nordwestlich von Perth. Sie besteht aus einem vulkanischen Kern (Trachyt und Basalt) sowie Kalkstein, der aus den Skeletten von Kammerlingen (Foraminifera) und Steinkorallen (Scleractinia) entstanden ist. Sie erhebt sich aus einer Meerestiefe von 2.000 m und ragt etwa 350 m über die Meereshöhe. Die Weihnachtsinsel ist zu einem großen Teil mit tropischem Regenwald bedeckt. Die Insel steht mittlerweile zu zwei Dritteln unter Naturschutz; ein Nationalpark wurde eingerichtet. Während die Fauna der Weihnachtsinsel früher vor allem unter dem Phosphatabbau zu leiden hatte, stellt heute die aus Afrika eingeschleppte Gelbe Spinnerameise (Anoplolepis gracilipes) die größte Gefährdung für die autochthone Tierwelt dar. Diese ist bereits auf einem Viertel der Insel verbreitet. 
Als Lebensraum nutzt die Dunkle Fruchttaube sowohl Primär- als auch Sekundärwald. Sie kommt auch am Rand von menschlichem Siedlungsraum vor. Sie nutzt jedoch primär Baumwipfel von großen Bäumen im Regenwald auf dem Zentralplateau der Weihnachtsinsel.

## Verhalten
Die Dunkle Fruchttaube lebt überwiegend einzeln oder in Paaren. Zur Bildung kleiner, loser Trupps kommt es, wenn einzelne Bäume besonders reichlich Frucht tragen. Es ist eine unauffällige und wenig ruffreudige Art, die trotz Bejagung nicht sehr scheu ist. Sie frisst überwiegend Früchte, die sie direkt von den Zweigen pickt. Die Fortpflanzungszeit ist sehr lang und währt von August bis April. Der Höhepunkt der Fortpflanzungszeit fällt in die Monate November bis März. Möglicherweise sind zwei Jahresbruten für die Dunkle Fruchttaube charakteristisch. Das Nest ist eine lose zusammengefügte Plattform hoch in den Bäumen. Das Gelege besteht aus nur einem Ei. Sehr selten kommen auch Gelege mit zwei Eiern vor. Der Jungvogel wird von beiden Elternvögeln betreut und ist nach 24 bis 27 Tagen flügge. Er wird dann mindestens weitere 17 Tage von den Elternvögeln mit Nahrung versorgt. 

## Belege

### Weblink
- Ducula whartoni in der Roten Liste gefährdeter Arten der IUCN 2013.2. Eingestellt von: BirdLife International, 2013. Abgerufen am 4. Januar 2014.